# Balonmano en los Juegos Olímpicos de Los Ángeles 2028
El balonmano en los Juegos Olímpicos de Los Ángeles 2028 se realizará en la Long Beach Arena de la ciudad homónima en julio de 2028.